# Gens Bellicia
La gens Bellicia è stata una gens aristocratica di origine plebea romana. 
Fiorirono tra il I e il II secolo d.C, quando uno dei suoi membri, Gaio Bellicio Natale, ottenne la carica di console suffectus.

## Origine
L'antica radice di Bellicus significa "feroce" o "bellicoso".

## Rami e cognomina
I primi Bellicii apparsi nella storia portavano il cognomen di Natalis, aggettivo latino riferito alle circostanze della propria nascita o natività. I nomi delle successive generazioni di questa famiglia indicano probabilmente la loro discendenza da altre illustri famiglie dell'epoca, oltre che da diverse illustri famiglie della Repubblica.

## Membri
- Gaio Bellicio Natale, console suffectus dal 68 d.C.
- Lucio Bellicio Sollere, un distinto soldato, era stato prefetto dell'ala Gallica e tribuno militare con la Legio II Augusta. Era stato anche prefetto di una coorte della guardia pretoriana, ed era inoltre stato insignito del dona militaria per il servizio in Germania. In seguito fu anche lui nominato consul suffectus nel 118 d.C. [4]
- Gaio Bellicio Tebaniano, console dall'87, fu nominato consul suffectus nel 124 d.C.
- Gaio Bellicio Calpurnio Torquato, console dal 143 al 148 d.C. [5]